# Министерство сельского хозяйства и продовольствия Республики Татарстан
Министерство сельского хозяйства и продовольствия Республики Татарстан (тат. Татарстан Республикасы авыл хуҗалыгы һәм азык төлек министрлыгы)— орган государственной власти Республики Татарстан.
Подчиняется Раису РТ и Кабинету Министров РТ.

## История
Образовано 28 сентября 1920 года постановлением Центрального исполнительного комитета Татарской АССР и находилось в подчинении ЦИК Татарской АССР (до 1938 года), Совета Народных Комиссаров Татарской АССР (с 1946 года — Совета Министров Татарской АССР, с 1991 года — Кабинета Министров РТ) и одноимённому народному комиссариату РСФСР. В 1985 году преобразовано в Агропромышленный комитет Татарской АССР, с 1991 года — вновь министерство.
В 1946 году из министерства земледелия выделяется министерство животноводства, упразднённое в 1947 году; тогда же ему было подчинено Татарское управление лесного хозяйства, ставшее позднее отдельным министерством. В 1985 году министерству передаются функции упразднённого  Государственного комитета Татарской АССР по производственно-техническому обеспечению сельского хозяйства.

### Официальные названия
- Народный комиссариат земледелия Татарской АССР (1920-1946)
- Министерство земледелия Татарской АССР (1946-1947)
- Министерство сельского хозяйства Татарской АССР (1947-1953, 1953-1962, 1965-1985)
- Министерство сельского хозяйства и заготовок Татарской АССР (1953)
- Министерство производства и заготовок сельскохозяйственных продуктов Татарской АССР (1962-1965)
- Агропромышленный комитет Татарской АССР (1985-1991)
- Министерство сельского хозяйства и продовольствия Татарской ССР (1991)
- Министерство сельского хозяйства и продовольствия Республики Татарстан (с 1992)

## Министры[1][a]
- Валидов, Юнус Нуриманович (1920–1923)
- Амиров, Исхак Гаязетдинович (1923–1925)
- Якубов, Юсупхан Якубович (1925–1926)
- Ахметшин, Миннигарей Ахметович[тат.] (1926–1927)
- Петров, Николай Васильевич (1927–1929)
- Искандеров, Абдрахман Идрисович[тат.] (1929–1937)
- Абсалямов, Шафик Гафиатуллович (1937–1938)
- Черзор, Прокопий Петрович (1938–1940)
- Марданов, Валентин Исхакович (1940–1941)
- Косушкин, Александр Андреевич (1941–1942)
- Шибдин, Николай Петрович (1942)
- Хусаинов, Агзам Мифтахутдинович (1942–1943)
- Талыпов, Салимьян Билалович[тат.] (1943–1948)
- Ганеев, Гиляз Камалетдинович[тат.] (1948–1957)
- Скочилов, Анатолий Андрианович (1957)
- Гущин, Фёдор Иванович (1957–1959)
- Биктимиров, Узбек Абдрахманович[тат.] (1959–1962)
- Остаплюк, Василий Николаевич (1962–1963)
- Мартынов, Борис Павлович (1963–1965)
- Мамаков, Георгий Фёдорович[тат.] (1965–1967)
- Минушев, Фатых Халилрахманович (1967–1971)
- Зиганшин, Усман Шагиевич (1971–1983)
- Сираев, Марат Шарапович (1983–1985)
- Захаров, Геннадий Николаевич[тат.] (1985–1986)
- Энвальд, Николай Григорьевич[тат.] (1986–1990)
- Гареев, Ильдус Валеевич (1990–1991)
- Сибагатуллин, Фатих Саубанович (1991–1996)
- Васильев, Валерий Павлович (1996–1999)
- Ахметов, Марат Готович[тат.] (1999–2019)
- Зяббаров, Марат Азатович[тат.] (2019–2025)

## Адрес
В 1920-е годы находилось на улице Чернышевского, затем, как и большинство других наркоматов (министерств) ТАССР, переместилось в Кремль, и находилось там до 2010 года, после чего переехало в новопостроенный «Дворец земледельцев».

### Комментарии
1. ↑  до 1946 года — народные комиссары, в 1985-1991 годах — председатели Агропромышленного комитета